# Business-to-employee
Negocio a empleado o B2E (del inglés business-to-employee) es la relación comercial que se establece entre una empresa y sus propios empleados. Por ejemplo, una empresa aérea puede ofrecer paquetes turísticos a sus empleados a través de su propia intranet y, además de sus ofertas puede incluir las de compañías aéreas asociadas.
El B2E es una nueva demostración de las muchas aplicaciones que ofrece el comercio electrónico.
Pero no sólo eso, además el concepto se amplia a la propia gestión remota por parte del empleado de parte de sus responsabilidades dentro de los procesos de negocio de la empresa.
Esto podría incluir facturación de comisiones de ventas, introducción de gastos de desplazamiento, etc. Es en definitiva un pequeño portal para la utilización de algunos recursos de la empresa por parte de los empleados de la misma, tanto en su quehacer cotidiano, como en la vida privada.
Además existen diferentes políticas que se pueden adecuar a este modelo de negocio.

## Ventajas
- Reducción de costes y tiempo en actividades burocráticas.
- Formación en línea.
- Mejora de la información interna.
- Equipos de colaboración en un entorno web.
- Agilización de la integración del nuevo profesional en la empresa.
- Servicios intuitivos de gestión de la información.
- Soporte para gestión del conocimiento.
- Comercio electrónico interno.
- Motivador, potenciador de la implicación del profesional. Fidelización del empleado.